# Damir Rastić
Damir Rastić (en serbe : Дамир Растић), né le 23 juillet 1988, à Sjenica, est un biathlète et fondeur serbe.

## Biographie
Le serbe prend à dix éditions des Championnats du monde de biathlon entre 2007 et 2021, obtenant son meilleur résultat individuel en 2020 avec une 73e place à l'individuel.
Dans la Coupe du monde de biathlon, comme meilleur résultat, il se classe 57e de la poursuite de Pokljuka et de l'individuel d'Östersund en 2014.
En 2018, il obtient sa première sélection pour les Jeux olympiques à Pyeongchang, prenant part à deux courses en ski de fond, le sprint et le quinze kilomètres. S'il manqué sa sélection en biathlon, il devient  le premier athlète serbe à courir en ski de fond aux Jeux olympiques. À l'issue du sprint, il pousse un volontaire et lui crie dessus, ce qui lui vaut une amende maximale.

## Palmarès en ski de fond

### Jeux olympiques d'hiver
| Épreuve / Édition                | Sprint                           | Sprint    | 15 km | 15 km                            | Skiathlon 2 × 15 km | 50 km | Relais | Relais    |
| Épreuve / Édition                | libre                            | classique | libre | classique                        | Skiathlon 2 × 15 km | 50 km | Sprint | 4 × 10 km |
| Jeux olympiques 2018 Pyeongchang | Épreuve inexistante à cette date | 72e       | 64e   | Épreuve inexistante à cette date | —                   | —     | -      | -         |

Légende :
- - : Non disputée par Damir Rastić

### Championnats du monde
| Épreuve / Édition        | Sprint                           | Sprint                           | 15 km                            | 15 km                            | Skiathlon 2 × 15 km | 50 km | Relais | Relais    |
| Épreuve / Édition        | libre                            | classique                        | libre                            | classique                        | Skiathlon 2 × 15 km | 50 km | Sprint | 4 × 10 km |
| Mondiaux 2005 Oberstdorf | Épreuve inexistante à cette date | Épreuve inexistante à cette date | 116e                             | Épreuve inexistante à cette date | -                   | -     | —      | —         |
| Mondiaux 2017 Lahti      | 78e                              | Épreuve inexistante à cette date | Épreuve inexistante à cette date | -                                | -                   | -     | —      | —         |

Légende :
- : pas d'épreuve
- — : Non disputée par Damir Rastić

## Palmarès en biathlon

### Championnats du monde
| Édition / Épreuve       | Individuel | Sprint | Poursuite | Mass start | Relais | Relais mixte | Relais mixte simple              |
| ----------------------- | ---------- | ------ | --------- | ---------- | ------ | ------------ | -------------------------------- |
| Anterselva 2007         | -          | 110e   | —         | —          | -      | —            | Épreuve inexistante à cette date |
| Östersund 2008          | 84e        | 103e   | —         | —          | 24e    | —            | Épreuve inexistante à cette date |
| Pyeongchang 2009        | 100e       | 100e   | —         | —          | 26e    | —            | Épreuve inexistante à cette date |
| Khanty-Mansiïsk 2011    | 84e        | 100e   | —         | —          | 26e    | —            | Épreuve inexistante à cette date |
| Ruhpolding 2012         | 95e        | 110e   | —         | —          | 25e    | —            | Épreuve inexistante à cette date |
| Nové Mesto 2013         | 78e        | 109e   | —         | —          | 26e    | —            | Épreuve inexistante à cette date |
| Kontiolahti 2015        | 108e       | 95e    | -         | -          | 27e    | -            | Épreuve inexistante à cette date |
| Östersund 2019          | 95e        | 83e    | —         | —          | -      | —            | —                                |
| Antholz-Anterselva 2020 | 73e        | 78e    | –         | —          | -      | -            | -                                |
| Pokljuka 2021           | 91e        | 91e    | -         | -          | -      | -            | -                                |